# Thera stragulata
Thera stragulata är en fjärilsart som beskrevs av Jacob Hübner 1800/08. Thera stragulata ingår i släktet Thera och familjen mätare. Inga underarter finns listade i Catalogue of Life.